# Willy Dehnkamp

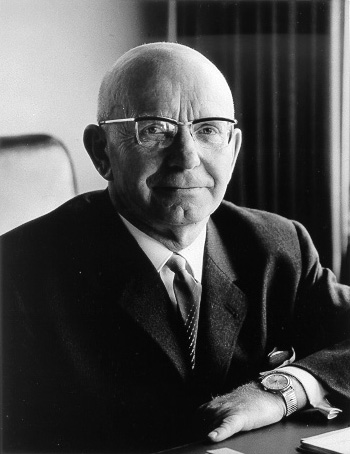
Willy Dehnkamp

Willy Hans Walter Dehnkamp (* 22. Juli 1903 in Altona; † 12. November 1985 in Bremen) war ein deutscher Politiker (SPD). Von 1951 bis 1965 war er Bremer Bildungssenator und danach bis 1967 Präsident des Senats und Bürgermeister von Bremen.

## Beruf und Jugend
Dehnkamp wurde als Sohn eines Hafenarbeiters geboren und wollte zunächst Seemann werden, lernte aber das Schlosserhandwerk. Mit 16 Jahren wurde er Mitglied im Deutschen Metallarbeiter-Verband und kurz danach Mitglied der SPD.
Dehnkamp wurde im Alter von 23 Jahren Vorsitzender der Sozialistischen Jugend Groß-Hamburgs. Im März 1928 entsandte ihn der SPD-Bezirk Nord-West zur Unterstützung im Reichstagswahlkampf an die Unterweser. Dort wurde Dehnkamp im Juli 1928 als hauptamtlicher Unterbezirkssekretär der SPD für den Unterbezirk Vegesack-Blumenthal-Osterholz angestellt; er übernahm die Führung der SPD im Landkreis Blumenthal. In den Jahren 1929 bis 1933 war Dehnkamp Vorsitzender des Reichsbanners Schwarz-Rot-Gold im Ortsverein Vegesack und Umgegend. Er straffte die Organisation erheblich und erhöhte ab 1931 ihre Schlagkraft durch den Aufbau einer „Schufo“ und Einrichtung nächtlicher Wacht- und Patrouillendienste.
Bei der Kommunalwahl am 12. März 1933 schlug die SPD mit ihm als Spitzenkandidaten die Nationalsozialisten. Zehn Tage nach der Wahl wurde er verhaftet und in „Schutzhaft“ genommen, die er in dem zu einem SA-Lager umfunktionierten Amtsgerichtsgefängnis in Blumenthal verbrachte. 
Nach seiner Haftentlassung am 1. November 1933 begann er mit dem Aufbau einer Untergrundorganisation des Reichsbanners. Im März 1935 verhaftete ihn die Gestapo und er wurde vom Hanseatischen Oberlandesgericht in Hamburg zu zwei Jahren und neun Monaten Gefängnis verurteilt. Im Prozess gegen „Dehnkamp und andere“ wurden 88 Personen angeklagt, darunter 30 aus dem Raum Vegesack/Blumenthal.
Dehnkamp wurde an Weihnachten 1936 entlassen und im Jahr 1942 zum Kriegsdienst eingezogen. Als Panzerjäger wurde er verwundet und geriet für dreieinhalb Jahre in sowjetische Kriegsgefangenschaft.

## Bremer Politiker
Im Jahr 1949 bestellte ihn der Bremer Senat zum Ortsamtsleiter im Stadtteil Blumenthal. Am 29. September 1951 wurde er Bildungssenator in Bremen. Dieses Amt hatte er vierzehn Jahre lang inne. In dieser Zeit wirkte er auch als Mitglied im Wissenschaftsrat, war Vertreter der Bundesrepublik zum Obersten Rat der Europäischen Schulen und Leiter der Delegation auf der Konferenz der Europäischen Erziehungsminister in London. Als Präsident der Kultusministerkonferenz hatte er im Jahr 1955 Anteil am Zustandekommen des Honnefer Modells, eines Vorläufers des Bundesausbildungsförderungsgesetzes (BAföG). Er förderte und unterstützte alle Einrichtungen der Weiterbildung und widmete sich der Gründung einer Universität in Bremen. Vom 26. November 1963 bis zum 19. Juli 1965 war er Bürgermeister und stellvertretender Präsident des Senats. Am 20. Juli 1965 wurde Dehnkamp als Nachfolger von Wilhelm Kaisen Präsident des Senats des Landes Bremen. Nach dem Verlust der absoluten Mehrheit der SPD bei der Bürgerschaftswahl 1967 legte ihm der Bremer SPD-Vorstand am 5. Oktober den Rücktritt nahe, den er am 10. Oktober vollzog. Er wurde von Hans Koschnick abgelöst. Dehnkamp zog sich anschließend fast vollkommen aus der Politik zurück, hatte aber noch andere Ämter inne.

## Weitere Ämter und Funktionen
Dehnkamp blieb bis zum Jahr 1972 Mitglied des Deutschen Bildungsrates.
Er war Erster Vorsitzender des Fördervereins Bremer Hanse-Kogge, der unter seiner Führung von Bremen nach Bremerhaven umsiedelte. Dies war eine der entscheidenden Voraussetzungen für die Gründung des Deutschen Schifffahrtsmuseums im Jahr 1971. Er wurde Mitglied des Verwaltungsrates der zugehörigen Stiftung.
Weiterhin war er Mitglied im Vollzugsausschuss der deutschen UNESCO-Kommission und Vorsitzender der Gerhard-Marcks-Stiftung.

## Privates
Dehnkamp war seit dem 13. August 1927 mit Helene Catharina Kömmpel verheiratet. Die Eheschließung fand in Hamburg statt. 
Dehnkamp verstarb am 12. November 1985 im Alter von 82 Jahren auf seinem Grundstück in der Rönnebecker Str. 87a in Bremen.

## Ehrungen
- Die Bremische Ehrenmedaille in Gold wurde ihm im Jahr 1973 verliehen.

## Würdigungen
- Nach einem Staatsakt im Bremer Rathaus am 19. November 1985 wurde Dehnkamp auf dem Waldfriedhof Blumenthal beigesetzt.
- Die Bürgermeister-Dehnkamp-Straße am Weserufer im Blumenthaler Ortsteil Rönnebeck wurde nach ihm benannt.

## Schriften (Auswahl)
- Die sozialistische Arbeiterbewegung in Blumenthal-Vegesack (Bremen-Nord). Verlag Neue Gesellschaft: Bonn 1986, ISBN 978-3-87831-425-7